# Kreatur
Et kreatur er et stykke tamkvæg, altså en ko, tyr eller anden okse, der holdes som husdyr.
Ordet kommer af latin: creatum = "skabt" og havde oprindelig (som stadig på engelsk) den langt bredere betydning skabning. 